# アークティック・ロール

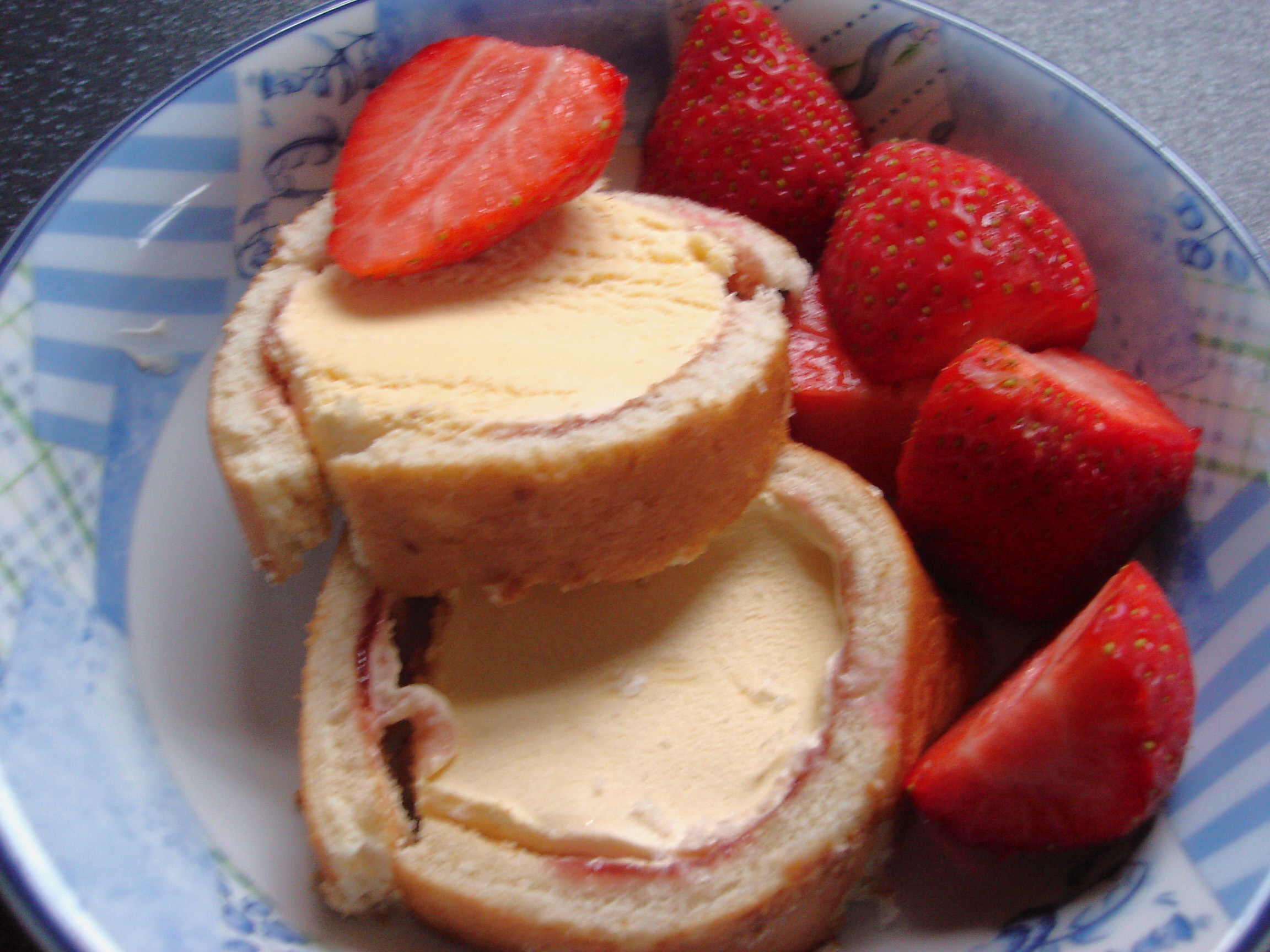
スライスしたアークティック・ロール イチゴ添え

アークティック・ロール（英語: Arctic roll）はイギリスの冷たいデザート。

## 概要
日本語に直訳した場合、「北極のロール（ケーキ）」の意となる。
日本で知られるロールケーキのように渦巻状ではなく、バニラアイスクリームを筒状のスポンジケーキで巻いた菓子である。
市販されているものは、冷凍庫で保管しておき、ナイフなどでスライスして食べる。子供のおやつとして食されるほか、生のベリーやソースを添えてデザートとしても食される。
スーパーマーケットでの販売価格は、6人分/1本で1ポンドほどと安価である（2021年時点）。スーパーマッケットのプライベートブランドのアークティック・ロールの中には販売価格が1ポントを下回っているものもあるが、フードライターのナイジェル・スレイターが「凍ったカーペット」と評価するような味の製品もある。

## 歴史
チェコスロバキアからの移民で、弁護士のアーネスト・ヴェルデン（Ernest Velden）が考案した。ヴェルデンはイギリスの家庭に冷凍庫が普及し、冷凍食品ブームが起きていたの見て、1968年にイングランドのイーストボーンに工場を建設し、生産を始めた。1969年には工場の運営をバーズアイ社が引き継いだ。1970年代から1980年代にはイギリス全土に広く知られるようになり、普段の食事の際の、友人や家族を集めて行うホームパーティの際のデザートとして重宝されるようになった。1980年代前半には1か月で計25マイル分のアークティック・ロールが製造されていた。
考案者のヴェルデンには、考案の功をもって1983年にOBE勲章が授けられている。
1982年にユニリーバ社から発売されたビエネッタや、アメリカ合衆国で生まれたベイクド・アラスカなどにアイスクリームデザートの人気を奪われる形ともなり、1990年代には人気の陰りから、大手メーカーがアークティック・ロールの生産を中止することもあったが、リーマン・ショックの際に「低価格のデザート」として注目されると共に需要と人気が高まり、2008年にはバーズアイからも再販売されるようになった。